# Agrotis segetum
Agrotis segetum là một loài bướm đêm trong họ Noctuidae.

## Hình ảnh

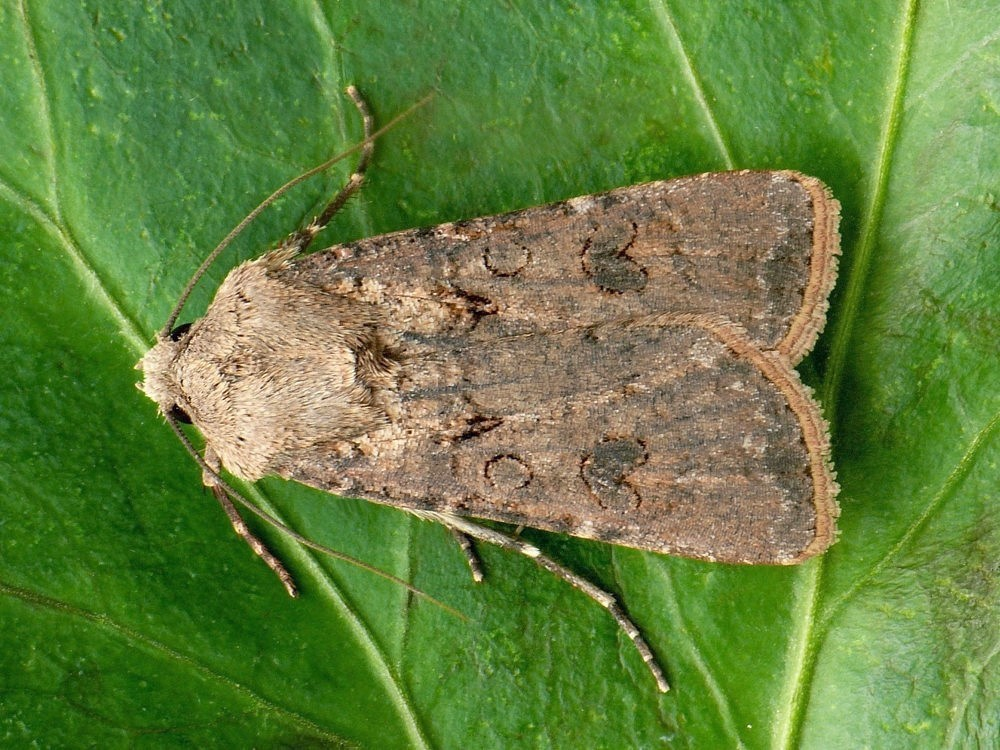
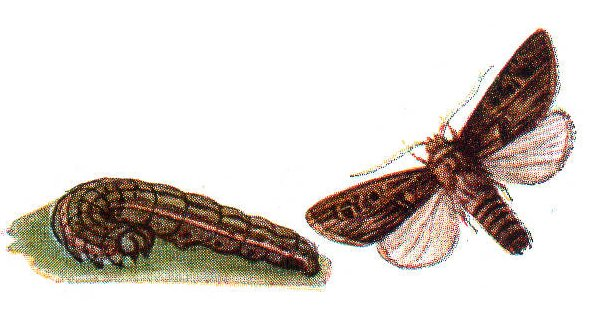
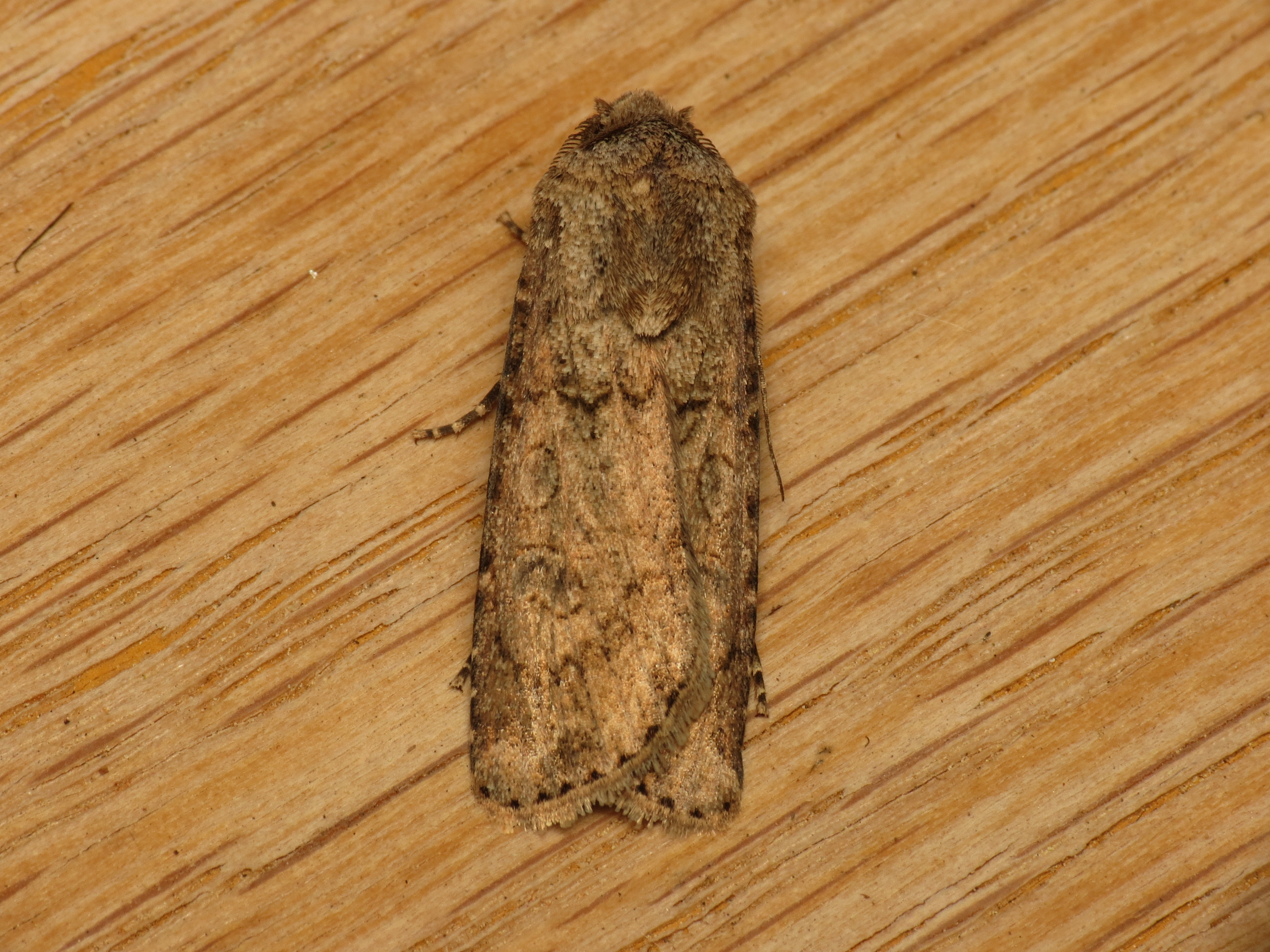
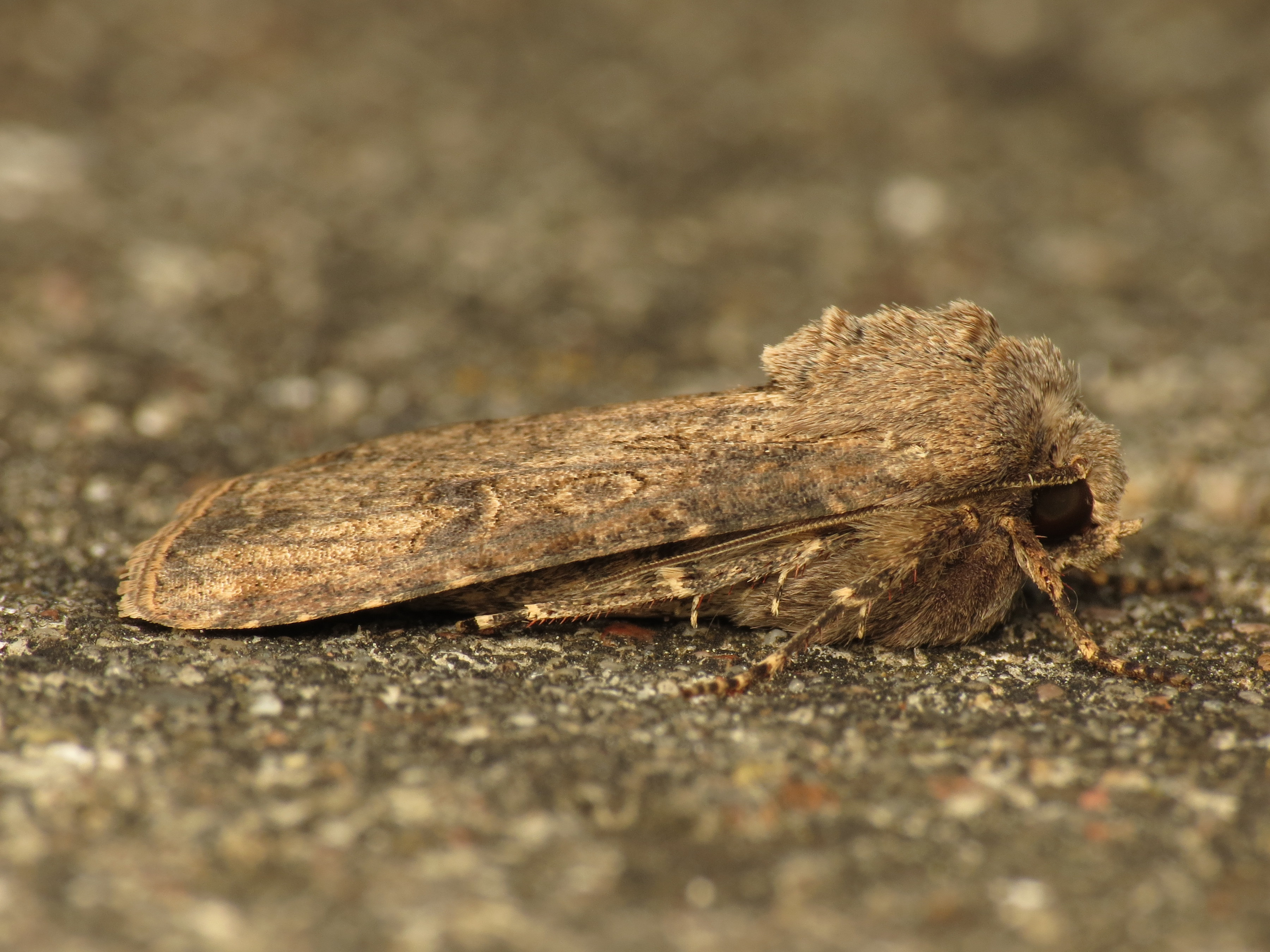